# Roosevelt Island
Roosevelt Island, også kendt som Welfare Island fra 1921 til 1973, og før det Blackwell's Island, er en smal ø beliggende i East River ved New York City. Øen ligger mellem Manhattan mod vest og Queens til den østlige side. Øen strækker sig fra Manhattan's East 46th to East 85th streets og er omkring 3 km lang, og et total areal på 0,59 km2. Øen er en del af Borough of Manhattan (New York County).
The Roosevelt Island Operating Corporation anslår at indbyggertallet på øen er 12.000 in 2007.

## Transport
Selvom Roosevelt Island er placeret direkte under Ed Koch Queensboro Bridge er der afkørsel fra selve broen. Oprindeligt betjente en sporvogn passagerene fra Queens og Manhattan ved at stoppe midt på broen, hvor man havde mulighed for, at tage en elevator ned til selve øen. Sporvognen blev betjent fra broens åbning, indtil April 7, 1957. I perioden 1930 og 1955 var den eneste mulighed for adgang i bil et elevator-system i det elevatorer Storehouse, som transporterede biler og pendlere mellem broen og øen. Elevatoren blev lukket for offentligheden, efter opførelsen af Roosevelt Island Bridge mellem øen og Astoria i Queens i 1955, og blev revet ned i 1970.
I 1976 blev Roosevelt Island Tramway konstrueret som gav adgang til centrum på Manhattan. Derudover blev øen koblet på metronettet i New York City via IND 63 i 1989. Med en beliggenhed på over 100 fod (30 m) under jordniveau er Roosevelt Island stationen en af de dybeste i New Yorks undergrunds-system.
Roosevelt Island som et boligområde var ikke designet til en større biltrafik i forbindelse med sin planlæggeles i begyndelsen af 1970'erne. Biltrafikken er efterfølgende blevet almindelig selvom store dele af øen fortsat er et bilfri-zone.
The Roosevelt Island Operating Corporation (RIOC) driver en shuttle-bus service fra boligblokke til metroen og luftbådene til en billetpris på 25 ¢ (10 ¢ for seniorer og handicappede).

## Betydningsfulde beboer og gæster

### Fanger på Blackwell's og Welfare Island
- George Washington Dixon
- Becky Edelson
- Emma Goldman
- Peter H. Matthews
- Madame Restell
- Ida Craddock
- Boss Tweed
- Mae West
- Billie Holiday
- Fritz Joubert Duquesne
- Dutch Schultz

### Besøgende som afslørede forholdene på Blackwell's Island
- Nellie Bly
- Charles Dickens

### Tidligere beboer på Roosevelt Island
- Kofi Annan[3] — former United Nations Secretary-General
- Buddy Hackett — comedian, now deceased[kilde mangler]
- "Grandpa" Al Lewis — of The Munsters, now deceased[4][5]
- Sarah Jessica Parker — Sex and the City skuespiller[kilde mangler]
- Andrea Rosen [6] — comedian
- Fez Whatley — co-host of The Ron and Fez Show on Sirius XM satellite radio

### Nuværende beboer på Roosevelt Island
- Jonah Bobo — skuespiller
- Sonia Braga
- Tim Keller — Kristen forfatter og præst